# 2000 WT169
2000 WT169, também escrito como 2000 WT169, é um objeto transnetuniano (TNO) que está localizado no cinturão de Kuiper, uma região do Sistema Solar. Ele é classificado como um cubewano. O mesmo possui uma magnitude absoluta (H) de 6,1 e, tem um diâmetro com cerca de 205 km, por isso existem poucas chances que possa ser classificado como um planeta anão, devido ao seu tamanho relativamente pequeno. Este corpo celeste é um sistema binário, o outro componente, o S/2009 (2000 WT169) 1, possui um diâmetro estimado em cerca de 168 km.

## Descoberta
2000 WT169 foi descoberto no dia 23 de novembro de 2000 por D. C. Jewitt, S. S. Sheppard e Y. R. Fernandez.

## Órbita
A órbita de 2000 WT169 tem uma excentricidade de 0,010 e possui um semieixo maior de 45,153 UA. O seu periélio leva o mesmo a uma distância de 44,688 UA em relação ao Sol e seu afélio a 45,619 UA.